# Wladimir Sergejewitsch Jumin

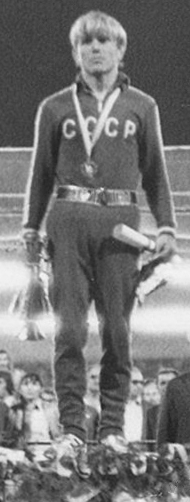
Wladimir Jumin 1974

Wladimir Sergejewitsch Jumin (russisch Владимир Сергеевич Юмин; * 18. Dezember 1951 in Omsk; † 4. März 2016 in Kaspijsk, Dagestan) war ein sowjetischer Ringer. Er war Olympiasieger 1976 und vierfacher Weltmeister im freien Stil im Bantam- bzw. Federgewicht.

## Werdegang
Wladimir Jumin, ein blonder Russe, begann als Jugendlicher in Omsk mit dem Ringen. Nach ersten größeren Erfolgen wurde er zum Ringerzentrum in Machatschkala in Dagestan delegiert und startete dort für Trud (Arbeiterreserven) Machatschkala. Sein Trainer war hauptsächlich K. Pirsaidow. Der 1,61 m große Athlet startete ausschließlich im freien Stil, zunächst im Bantam- und mit fortgeschrittenem Alter im Federgewicht.
Den Sprung zu den Olympischen Spielen 1972 schaffte Wladimir Jumin noch nicht. Aber 1973 wurde er erstmals bei einer internationalen Meisterschaft, der Weltmeisterschaft in Teheran eingesetzt. Er gewann dort vier Kämpfe und rang mit Eduard Giray aus der Bundesrepublik Deutschland unentschieden. Gegen Megdiin Choilogdordsch aus der Mongolei und Mohsen Farahvashi aus dem Iran musste er Niederlagen hinnehmen und belegte damit den 3. Platz.
Wladimir Jumin wurde auch bei der Weltmeisterschaft 1974 in Istanbul eingesetzt. Er hatte sich enorm weiterentwickelt und war dort nicht mehr zu schlagen. Mit sieben Siegen wurde er in souveränem Stil Weltmeister. Auf dem Weg zu diesem Titel besiegte er in den Finalkämpfen Hans-Dieter Brüchert aus der DDR und László Klinga aus Ungarn.
1975 wurde Wladimir Jumin in Ludwigshafen am Rhein erstmals Europameister im Bantamgewicht. Dazu genügten ihm fünf Siege. Mit Miho Dukow aus Bulgarien, Gigel Anghel aus Rumänien und Zbigniew Żedzicki aus Polen besiegte er drei sehr starke Ringer aus den ehemaligen Ostblock-Staaten, die ja zur damaligen Zeit das Ringergeschehen weltweit bestimmten. Bei der Weltmeisterschaft dieses Jahres in Minsk reichten ihm fünf Siege nicht zum Titelgewinn, weil er in seinem sechsten Kampf überraschend gegen den Japaner Masao Arai nach Punkten unterlag, der damit Weltmeister wurde. Jumin wurde Zweiter.
Zum erfolgreichsten Jahr in der Laufbahn von Wladimir Jumin wurde das Jahr 1976. Er wurde zunächst in Leningrad Europameister im Bantamgewicht, wozu er wieder sieben Siege benötigte. In den entscheidenden Kämpfen setzte er sich dabei gegen Georgios Chatziioannidis aus Griechenland und Hans-Dieter Brüchert durch. Bei den Olympischen Spielen in Montreal holte er sich dann die Goldmedaille im Bantamgewicht, doch hing dieser Triumph am seidenen Faden. Er gewann in Montreal zwar gegen Li Ho-Pyong, Nordkorea, Hans-Dieter Brüchert, Miho Dukow und in der Revanche auch gegen Masao Arai, unterlag aber in seinem zweiten Kampf des Turnieres dem Mongolen Megdiin Choilogdordsch nach Punkten. Letztendlich hatte er es Arai und Brüchert zu verdanken, dass er Olympiasieger wurde, denn diese besiegten beide Choilogdordsch, so dass dieser vor dem Erreichen der Finalrunde ausscheiden musste.
Bei der Europameisterschaft 1977 in Bursa startete Wladimir Jumin erstmals eine Gewichtsklasse höher, im Federgewicht. Er schlug alle seine Gegner, darunter auch die beiden Deutschen Helmut Strumpf aus Jena und Eduard Giray aus Freiburg im Breisgau und wurde in überlegenem Stil Europameister. Diesem Sieg fügte er bei der Weltmeisterschaft 1977 einen weiteren hinzu. In Lausanne wurde er mit sieben Siegen wieder Weltmeister. Er gewann dort u. a. über Megdiin Choilogdordsch, Miho Dukow, Mohsen Faravashi und im Endkampf über James Humphrey aus den Vereinigten Staaten. An Choilogdordsch und Faravashi nahm er damit erfolgreich Revanche für vorhergehende Niederlagen.
In den Jahren 1978 und 1979 startete Wladimir Jumin nur bei den Weltmeisterschaften in Mexiko-Stadt bzw. in San Diego. Bei beiden Weltmeisterschaften siegte er und fügte seinem Erfolgskonto zwei weitere Weltmeistertitel hinzu. Wobei er 1979 in San Diego wieder Glück hatte, denn er musste dort von Miho Dukow eine Niederlage hinnehmen, der dann allerdings gegen den US-Amerikaner Andre Metzger verlor, den wiederum Jumin geschlagen hatte. In der Endabrechnung reichte es auch 1979 für den 1. Platz.
Im Jahre 1980 startete Wladimir Jumin beim Großen Preis der Bundesrepublik Deutschland in Freiburg im Breisgau und gewann dort das Turnier im Federgewicht mit fünf Siegen. Er gewann dort u. a. auch wieder gegen Eduard Giray.
Nach diesem Turnier wurde Wladimir Jumin aber bei keiner weiteren internationalen Meisterschaft mehr eingesetzt. Sowohl bei der Europameisterschaft dieses Jahres in Prievidza als auch bei den Olympischen Spielen in Moskau wurde der erst einundzwanzigjährige Magomedgassan Abuschew dem erfahrenen Wladimir Jumin vorgezogen. Abuschew wurde dabei sowohl Olympiasieger als auch Europameister. Die Gründe für dieses Geschehen sind nicht bekannt. Es ist auch nichts über den weiteren Lebensweg von Wladimir Jumin bekannt. Für seine Verdienste um den Ringersport wurde er im September 2009 in die FILA International Wrestling Hall of Fame aufgenommen.

## Internationale Erfolge
(OS = Olympische Spiele, WM = Weltmeisterschaft, EM = Europameisterschaft, F = freier Stil, Ba = Bantamgewicht, Fe = Federgewicht, damals bis 57 kg bzw. 62 kg Körpergewicht)
- 1973, 3. Platz, WM in Teheran, F, Ba, mit Siegen über Michael Berry, Australien, Georgios Chatziioannidis, Griechenland, Kirkor Leonow, Bulgarien u. Yoshida, Japan, einem Unentschieden gegen Eduard Giray, BRD u. Niederlagen gegen Megdiin Choilogdordsch, Mongolei u. Mohsen Farahvashi, Iran;
- 1974, 2. Platz, Turnier in Clermont-Ferrand, F, Ba, hinter Mohsen Faravashi u. vor Tsotschew, Bulgarien;
- 1974, 1. Platz, WM in Istanbul, F, Ba, mit Siegen über Issahar Ahareni, Iran, Pano Zhelew, Bulgarien, Enrique Fernandez, Spanien, Ramezan Kheder, Iran, Tadashi Sasaki, Japan, Hans-Dieter Brüchert, DDR u. László Klinga, Ungarn;
- 1975, 1. Platz, Intern. Turnier in Tiflis, F, Ba, vor Legaschwili, Nurmanow, Dobordschinidse u. Sacharow, alle UdSSR;
- 1975, 1. Platz, EM in Ludwigshafen am Rhein, F, Ba, mit Siegen über Josef Klimczak, Tschechoslowakei, Amrik Gill Singh, England, Miho Dukow, Bulgarien, Gigel Anghel, Rumänien u. Zbigniew Żedzicki, Polen;
- 1975, 2. Platz, WM in Minsk, F, Ba, mit Siegen über Mark Massery, USA, Hans-Dieter Brüchert, Zbigniew Żedzicki, Megdiin Choilogdordsch, Mongolei u. Miho Dukow u. einer Niederlage gegen Masao Arai, Japan;
- 1976, 1. Platz, EM in Leningrad, F, Ba, mit Siegen über Kazim Yildirim, Türkei, Josef Klimczak, Iwan Tschochew, Bulgarien, László Klinga, Hans-Dieter Brüchert, Georgios Chatziioannidis u. Gigel Anghel;
- 1976, Goldmedaille, OS in Montreal, F, Ba, mit Siegen über Li Ho-Pyong, Nordkorea, Hans-Dieter Brüchert, Miho Dukow u. Masao Arai u. trotz einer Niederlage gegen Megdiin Choilogdordsch;
- 1977, 1. Platz, Intern. Turnier in Tiflis, F, Fe, vor Sora, Murtazaliew, Tschatagow, Maiturow u. Saipula Absaidow, alle UdSSR;
- 1977, 1. Platz, EM in Bursa, F, Fe, mit Siegen über Miho Dukow, Viliam Hönsch, CSSR, Sandor Lajos, Ungarn, Helmut Strumpf, DDR u. Eduard Giray;
- 1977, 1. Platz, WM in Lausanne, F, Fe, mit Siegen über Yang Jung-mo, Südkorea, Joseph Dell’Aquila, Kanada, Tadeusz Lucywo, Polan, Miho Dukow, Mohsen Faravashi, Megdiin Choilogdordsch u. James Humphrey, USA;
- 1977, 1. Platz, Welt-Cup in Toledo (Ohio), F, Fe, vor Kenichi Horii, Japan, Joseph Dell’Aquila und James Humphrey;
- 1978, 1. Platz, WM in Mexiko-Stadt, F, Fe, mit Siegen über Alfons Olelman, Indonesien, Eduard Giray, Egon Beiler, Kanada, Moho Dukow, Mohammad Rezaeh, Iran u. Yong Jong-mo;
- 1979, 1. Platz, WM in San Diego, F, Fe, mit Siegen über Lowsin Nyama, Mongolei, Richard Chelmowski, Frankreich, Yang Jong-mo u. Andre Metzger, USA u. trotz einer Niederlage gegen Miho Dukow;
- 1980, 1. Platz, Großer Preis der BRD in Freiburg, F, Fe, vor Dimitar Nedialkow, Bulgarien, Jan Szymanski, Polen, Zoltán Szalontai, Ungarn, Gigel Anghel u. Eduard Giray

## Meisterschaften der UdSSR
Wladimir Jumin dürfte mehrere Male die Meisterschaft der UdSSR gewonnen haben. Es ist allerdings nur ein Ergebnis von ihm bekannt:
- 1978, 1. Platz, F, Fe, vor Tschatagow, Basajew, Farukschin, Machatschew u. Alexejew